# امبالا پایگاه نیروی هوایی
امبالا پایگاه نیروی هوایی (به انگلیسی: Ambala Air Force Station) یک فرودگاه نظامی است که یک باند فرود آسفالت دارد و طول باند آن ۱۹۵۵ متر است. این فرودگاه در کشور هند قرار دارد و در ارتفاع ۲۷۵٫۲ متری از سطح دریا واقع شده است.